# Собакин, Никифор Сергеевич
Никифор Сергеевич Собакин (ум. 1656) — стольник, окольничий и воевода из рода Собакиных. Сын стольника и воеводы Сергея Степановича Собакина (ум. 1625).

## Биография
В 1630—1640-х годах стольник Никифор Сергеевич Собакин неоднократно упоминается в числе участников различных придворных церемоний, сопровождал царей Михаила Фёдоровича и Алексея Михайловича в их поездках на богомолья.
В 1630-1631 годах Никифор Собакин находился на воеводстве в Курске. В 1645 году был пожалован из стольников в окольничие.
В 1647-1650 годах — воевода в Пскове. При нём в 1650 году в Пскове произошло крупное восстание. Одной из причин восстания были разные притеснения и обиды, чинимые воеводой Н. С. Собакиным псковичам. Псковичи хотели даже умертвить воеводу Никифора Собакина и взяли в заложники его сына. Однако он смог выбраться из Пскова и вернулся в Москву.
В 1651 году Н. С. Собакин был сборщиком денег на жалованье ратным людям, в 1653 году руководил набором ратников на пограничные засеки и в том же году был назначен в Московский Судный приказ.
В 1654 году во время похода царя Алексея Михайловича на Смоленск Никифор Собакин был оставлен в Москве охранять царевен. В 1655 году во время второго царского похода на Великое княжество Литовское окольничий Никифор Сергеевич Собакин находился в царском полку.
В 1656 году окольничий Никифор Сергеевич Собакин скончался. Его сыновья Василий и Григорий  также служили в чине окольничих. Внук последнего, Михаил Григорьевич Собакин, известен как поэт.